# Silvinichthys leoncitensis
El bagre de torrente del Leoncito o bagrecito del Leoncito (Silvinichthys leoncitensis) es una especie de pez que integra el género Silvinichthys de la familia Trichomycteridae en el orden de los Siluriformes.

## Distribución geográfica y hábitat
Esta especie es endémica del arroyo de las Cabeceras y El Leoncito y napas subterráneas asociadas a esta pequeña cuenca endorreica la cual, desde hace miles de años, no posee ninguna vertiente fuera del parque nacional El Leoncito, departamento Calingasta, en el oeste de la provincia de San Juan, en la región de los Andes áridos del centro-oeste de la Argentina. Se alimenta de algas y moho que crece en el barro. Se descubrieron 4 ejemplares a una altitud de 1213 m s. n. m..
La cuenca del arroyo El Leoncito se extiende por alrededor de 4 km hasta desaparecer bajo tierra en un barreal seco. Los bagrecitos sobreviven en los tramos superiores, viviendo entre la vegetación marginal, ocultos bajo piedras o arena en un tramo de aguas lentas, con profundidades promedio de entre 10 a 20 cm, y fondo formado básicamente por arena, limo y grava. En diciembre la temperatura del agua fue medida en 21,0 °C, con un pH de 7,5. Convive con macroinvertebrados bentónicos: Trichoptera, Chironomidae, Odonata, y anfípodos del género Hyalella.
Pequeñas cuencas aisladas de cursos fluviales endorreicos permanentes en la región áridas de los Andes presentan escorrentía temporal, siendo ocasionalmente alimentados por derretimiento de la nieve de las altas montañas. Frente a las severas condiciones del medio estas cuencas suelen presentar pequeñas poblaciones de peces, compuestas por unas pocas especies de peces, o generalmente sólo una, capaces de sobrevivir en condiciones tan adversas, lo que ha resultado en notables grados de endemicidad.

## Taxonomía
Esta especie fue descrita originalmente en el año 2011 por los ictiólogos Luis A. Fernández, Jael Dominino, Florencia Brancolini y Claudio Rafael Mariano Baigún. El ejemplar tipo es el mayor, y cuenta con un largo máximo de 5,8 cm.  El patrón de coloración se compone de tonos marrones a gris pálidos, con la cabeza y cuerpo manchado de oscuro, tonos que se desvanece hacia las partes ventrales. El ejemplar holotípico es el MCN 1511, y fue depositado en el Museo de Ciencias Naturales de la Universidad Nacional de Salta.
Historia evolutiva
Esta especie habría evolucionado de poblaciones de este género que habitaban el área hace miles de años en una época más húmeda que la actual, cuando el arroyo El Leoncito estaba conectado con el río San Juan o con el Barreal Blanco. Una disminución de los caudales habría desconectado al pequeño arroyo del resto de la cuenca, aislando en él a una población de este género, la cual logró sobrevivir miles de años adaptándose a su microhábitat —donde es el único pez nativo en él—, transformándose así en una especie distinta.

## De críptido a su descripción científica
Habitualmente, la población de una nueva especie descrita por la ciencia suele ser ya conocida por los pobladores locales, los cuales pueden brindar información sobre la misma a los científicos. Hasta que estos últimos no logran obtener material que permita definirla, estos animales son conocidos como «críptidos», y su investigación y búsqueda navega en la frontera entre la zoología y la mitología y el folclore, en los cuales frecuentemente "habitan" criaturas imaginarias, presentes en mitos o leyendas. Es por esta razón que, en base al escépticismo científico, el esfuerzo por investigar a estas "criaturas criptozoológicas" recibe poca consideración de la comunidad científica.
El primer conocimiento de este siluriforme por parte de los científicos ocurrió de manera casual. Se creía que el único pez que habitaba las aguas del arroyo Leoncito era la trucha arco iris (Oncorhynchus mykiss), salmónido introducido en la década de 1980, antes de la creación del área protegida, por personal de los observatorios astronómicos de la zona: el Observatorio Félix Aguilar (ex Observatorio Astronómico Dr. Carlos U. Cesco) y el Complejo Astronómico El Leoncito (CASLEO). Cuando un equipo de especialistas estaba en dicho arroyo relevando los anfibios y aves del parque nacional, pobladores de la zona les informaron que en el pasado vivían allí pequeños peces. Esto despertó el interés de los científicos, los que se trasladaron al curso fluvial más cercano al mismo —el río de los Patos—, capturaron las especies nativas que allí viven, y se las exhibieron a los informantes, los que manifestaron que la especie del Leoncito era similar a uno de los bagres pero diferente y más pequeña. Esto promovió que se entreviste a los padres y abuelos de los trabajadores locales del parque, los que coincidieron sobre la existencia en el pasado de ese pequeño pez.
La posibilidad de que las truchas hayan puesto en grave peligro (o incluso extinguido por completo) a un pequeño siluriforme aún desconocido para la ciencia motivó a los científicos a emprender una búsqueda sistemática para intentar encontrarlo y resolver el mito lugareño. Los medios empleados fueron redes y equipos de electropesca. Luego de cuatro semanas, el 1º de septiembre de 2009, el biólogo cordobés Jael Domínico (empleado por la Administración de Parques Nacionales) logró encontrar, en pequeñas vertientes cercanas al sector de la cuenca denominado la «Ciénega del Medio», los dos primeros ejemplares de una minúscula población sobreviviente del raro silúrido, la que había logrado escapar de la voracidad de las truchas. Los investigadores capturaron 5 ejemplares, los que fueron estudiados en el instituto de investigación de ciencias naturales de la fundación Miguel Lillo de San Miguel de Tucumán, y confirmaron que era una especie desconocida por la ciencia, por lo que se procedió a describirla y publicarla.

## Conservación
La exótica trucha arco iris es la gran amenaza actual para la supervivencia de este silúrido. El interés deportivo en la pesca del salmónido predador en la cuenca del parque nacional es inexistente, en razón del bajo peso y pequeñas tallas que allí puede desarrollar, con promedios en ejemplares adultos de 15,5 a 16 cm.
Se ha impulsado un plan de erradicación total de la trucha de toda la cuenca del parque, de la cual habita principalmente en la denominada «Ciénaga de las Cabeceras», en una pequeña zona de la misma es utilizada por esta especie para desovar, empleando para su desarrollo también los canales de riego y acequias del área de las alamedas. Con este objetivo se dedican gran cantidad de horas a las tareas de electropesca, método que permite realizar un trabajo profundo y terminal.
Otra especie introducida que puede llegar a la cuenca del Leoncito es la rana toro (Lithobates catesbeianus) la cual ya cuenta con poblaciones establecidas en la precordillera del departamento Calingasta.